# Język padoe
Język padoe (pado-e, padoé), także: alalao, mori, mori południowy  – język austronezyjski używany w prowincjach Celebes Południowy i Celebes Środkowy w Indonezji. Według danych z 1991 roku posługuje się nim 5 tys. osób.
Dzieli się na dwa dialekty: centralny i zachodni. Na poziomie słownictwa jest dość bliski językom mori bawah i mori atas. Mógłby być rozpatrywany jako dialekt mori atas, przy czym wykazuje znaczne wpływy innych języków. W użyciu jest także język indonezyjski.
Na początku XXI w. wciąż był używany, choć już pod koniec lat 80. XX w. odnotowano powszechną znajomość języka narodowego. W edukacji i komunikacji międzyetnicznej wykorzystywany jest indonezyjski.
Literatura nt. języka padoe obejmuje m.in. słownik. Zebrano także pewne materiały tekstowe w tym języku. Jest zapisywany alfabetem łacińskim.